# 宇佐美寛爾

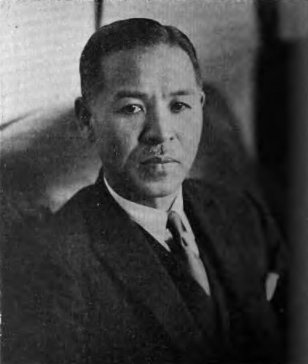
宇佐美寛爾

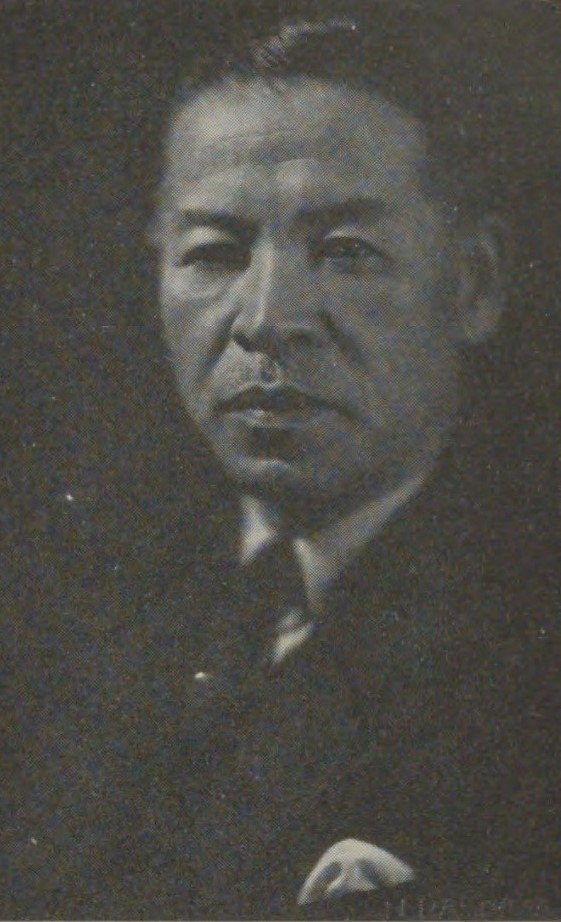
宇佐美寛爾

宇佐美 寛爾（うさみ かんじ、1884年（明治17年）1月27日 – 1954年（昭和29年）2月10日）は、日本の鉄道官僚。南満洲鉄道理事、華北交通総裁。

## 経歴
岐阜県出身。1907年（明治40年）に東京帝国大学法科大学政治学科を卒業し、鉄道院に入った。九州鉄道管理局在籍中、収賄したとして1918年（大正7年）に有罪となる。これにより正七位返上を命じられ、勲六等及び大礼記念章を褫奪された。
1920年（大正9年）、南満洲鉄道株式会社に転じ、運輸部営業課長、鉄道部次長、鉄道部長、奉天事務所長、哈爾浜事務所長を歴任した。1933年（昭和8年）に満洲国有鉄道が成立し、南満洲鉄道がその経営を委託されると、関東軍司令部顧問・鉄路総局長に任命された。翌年、南満洲鉄道理事に就任し、1936年（昭和11年）には鉄道総局次長となった。
1939年（昭和14年）、中国華北地方に華北交通株式会社が設立されると、総裁に就任した。
『ああ満鉄』『満鉄魂の詩 : 宇佐美喬爾身辺雑記』を著した満鉄奉天鉄道局長の宇佐美喬爾は弟。